# Nokia N73
Nokia N73 – model telefonu komórkowego firmy Nokia, wprowadzony na rynek w 2006 roku. Jest następcą Nokii N72.

## Dane techniczne
- system operacyjny: Symbian 9.1
- interfejs użytkownika: Series 60 3rd Edition
- czas czuwania: do 370 godz.
- czas rozmowy: do 246 min

## Funkcje telefonu
- możliwość stosowania kart pamięci mini-SD o pojemności do 2 GB
- aparat fotograficzny z matrycą CMOS 3,2 megapikseli (2048x1536 pikseli), obiektyw o jasności 2,8/5,6, ogniskowej 6 mm i mechaniczną migawką o prędkością 1/1000~0,2s; optyka Carl Zeiss – soczewki Tessar; 20-krotny zoom cyfrowy; dioda doświetlająca zamiast lampy błyskowej (zasięg do 1 m), cyfrowa stabilizacja obrazu, autofocus, samowyzwalacz, redukcja efektu czerwonych oczu oraz kilka trybów fotograficznych;
- nagrywanie wideo w rozdzielczości CIF (352x288 pikseli) do 15 klatek/ s; dodatkowa kamera (640x480 pikseli) z 2-krotnym zoomem cyfrowym; nagrywanie dźwięku w formacie AAC;
- odtwarzacz MP3 z equalizerem i wizualizacjami,odtwarza muzykę w formatach : MP3, AAC, AAC+, eAAC+, WMA oraz RealAudio
- komunikacja przez Bluetooth, Podczerwień (IrDA) i kabel danych (Pop-Port™)
- możliwość podłączenia do komputera przez gniazdo USB
- odbiornik radiowy FM – Visual Radio[2] (87,5-108 MHz / 76-90 MHz)[3]
- przeglądarka internetowa
- dyktafon
- 3G/UMTS
- dźwięki przestrzenne
- odtwarzacz formatów MP4 – RealVideo
- gry java i symbian 3D
- oprogramowanie telefonu można aktualizować (bez utraty gwarancji) programem "Nokia software Update", dostępnym na stronie Nokii
- 45 MB pamięci wbudowanej

## Dostępne barwy
- Srebrno-fioletowy
- Srebrno-czarny
- Srebrno-czerwony
- Czarny w muzycznej wersji tego telefonu (Nokia N73 Music Edition)
- Biały
- Różowy
- Niebieski

## Nokia N73 Music Edition
Nokia N73 Music Edition różni się od standardowej wersji tego telefonu (Nokia N73) funkcjami umożliwiającymi łatwiejszy dostęp do muzyki, czy radia (przycisk, po naciśnięciu którego otwiera się menu muzyczne). Dzięki takiemu rozwiązaniu różnice między tymi telefonami zostały zredukowane do:
- Nokia N73 Music Edition jest w kolorze czarnym.
- Przycisk Muzyczny (w standardowej wersji jest to przycisk programowalny wywołujący menu z czterema wybranymi przez użytkownika aplikacjami)

Oprogramowania N73 Music Edition i N73 Standard różnią się jedynie wyglądem odtwarzacza muzycznego i kolorystyką głównego motywu. W późniejszych wersjach ujednolicono oprogramowanie dodając do standardowej wersji funkcjonalność ME.
Ponadto do zestawów z telefonem Music Edition producent dodaje lepsze jakościowo słuchawki dokanałowe. Na ich kablu znajdują się oprócz standardowego mikrofonu, przycisku do odbierania połączeń i regulacji głośności, przyciski służące obsłudze odtwarzacza multimedialnego (Play, Stop, zmiana utworu). Pilot umożliwia również podłączenie w miejsce standardowych słuchawek dowolnego zestawu słuchawkowego zakończonego wtykiem minijack.
Do niektórych zestawów N73 Music Edition dodawana jest także karta pamięci.